# Réo
Réo là một tổng của tỉnh Sanguié ở miền trung Burkina Faso. Thủ phủ của tổng này là thị xã Réo. Dân số năm 2006 là 59.779 người.

## Các thị xã và các làng
Bépoidyr, Bonyolo, Ekoulkoala, Goundi, Guido, Kilsio, Perkouan, Sandié, Séboun, Sémapoun, Vour và Zoula.